# Copenaghen Open 1997 - Qualificazioni doppio
Le qualificazioni del doppio  del Copenaghen Open 1997 sono state un torneo di tennis preliminare per accedere alla fase finale della manifestazione. I vincitori dell'ultimo turno sono entrati di diritto nel tabellone principale. In caso di ritiro di uno o più giocatori aventi diritto a questi sono subentrati i lucky loser, ossia i giocatori che hanno perso nell'ultimo turno ma che avevano una classifica più alta rispetto agli altri partecipanti che avevano comunque perso nel turno finale.
Le qualificazioni del doppio del torneo Copenaghen Open 1997 prevedevano 4 coppie partecipanti di cui una è entrata nel tabellone principale.

## Teste di serie
1. Nebojša Đorđević /  Aleksandar Kitinov (primo turno)

1. Karsten Braasch /  Mathias Huning (primo turno)

## Qualificati
1. Sébastien Leblanc  /   Greg Van Emburgh

## Tabellone

### Legenda
| - Q = Qualificato - WC = Wild card - LL = Lucky loser | - ALT = Alternate - SE = Special Exempt - PR = Protected Ranking | - w/o = Walkover - r = Ritirato - d = Squalificato |

|  | Primo turno | Primo turno                         | Primo turno | Primo turno | Primo turno |  |  | Ultimo turno                       | Ultimo turno                       | Ultimo turno | Ultimo turno | Ultimo turno |  |
|  |             |                                     |             |             |             |  |  |                                    |                                    |              |              |              |  |
|  |             | Filip Dewulf Johan Van Herck        | 6           | 6           | 6           |  |  |                                    |                                    |              |              |              |  |
|  | 1           | Nebojša Đorđević Aleksandar Kitinov | 4           | 7           | 4           |  |  | Filip Dewulf Johan Van Herck       | Filip Dewulf Johan Van Herck       | 6            | 6            | 5            |  |
|  |             | Sébastien Leblanc Greg Van Emburgh  | 1           | 6           | 7           |  |  | Sébastien Leblanc Greg Van Emburgh | Sébastien Leblanc Greg Van Emburgh | 7            | 3            | 7            |  |
|  | 2           | Karsten Braasch Mathias Huning      | 6           | 3           | 6           |  |  |                                    |                                    |              |              |              |  |